# Плавання на літніх Олімпійських іграх 2024 — 1500 метрів вільним стилем (чоловіки)
Змагання з плавання на 1500 метрів вільним стилем серед чоловіків на літніх Олімпійських іграх 2024 відбудуться 3 і 4 серпня на Арені Дефанс.

## Рекорди
Перед цими змаганнями чинні світовий та олімпійський рекорди були такі:
| Світовий рекорд     | Сунь Ян (CHN) | 14:31.02 | Лондон, Велика Британія | 4 серпня 2012 | [ 2 ] [ 3 ] |
| Олімпійський рекорд | Сунь Ян (CHN) | 14:31.02 | Лондон, Велика Британія | 4 серпня 2012 | [ 2 ] [ 3 ] |

## Формат змагань
Змагання складаються з двох раундів: попередні запливи та фінал. Плавці, що показали 8 найкращих результатів у попередніх запливах, виходять до фіналу. У тому разі, коли на останнє місце потрапляння до фіналу претендують два чи більше плавця з однаковим часом, передбачено перепливання.

## Розклад
Вказано центральноєвропейський час (UTC+1)[джерело?]
| Дата          | Час   | Раунд             |
| ------------- | ----- | ----------------- |
| 3 серпня 2024 | 10:00 | Попередні запливи |
| 4 серпня 2024 | 17:30 | Фінал             |

## Результати

### Попередні запливи
| Місце | Заплив | Доріжка | Плавець               | Країна                | Час      | Нотатки |
| ----- | ------ | ------- | --------------------- | --------------------- | -------- | ------- |
| 1     | 3      | 4       | Денієл Віффен         | Ірландія (IRL)        | 14:40.34 | Q       |
| 2     | 3      | 3       | Грегоріо Пальтріньєрі | Італія (ITA)          | 14:42.56 | Q       |
| 3     | 4      | 7       | Ахмед Жауаді          | Туніс (TUN)           | 14:44.20 | Q       |
| 4     | 3      | 6       | Давід Обрі            | Франція (FRA)         | 14:44.90 | Q       |
| 5     | 2      | 4       | Кузей Тунчеллі        | Туреччина (TUR)       | 14:45.27 | Q       |
| 6     | 4      | 4       | Роберт Фінк           | США (USA)             | 14:45.31 | Q       |
| 7     | 3      | 1       | Дам'єн Жолі           | Франція (FRA)         | 14:45.22 | Q       |
| 8     | 4      | 2       | Давід Бетлехем        | Угорщина (HUN)        | 14:45.59 | Q, NR   |
| 9     | 4      | 1       | Фей Лівей             | Китай (CHN)           | 14:50.06 |         |
| 10    | 4      | 6       | Свен Шварц            | Німеччина (GER)       | 14:51.97 |         |
| 11    | 3      | 8       | Залан Шаркані         | Угорщина (HUN)        | 14:52.42 |         |
| 12    | 3      | 7       | Лука де Тулліо        | Італія (ITA)          | 14:55.61 |         |
| 13    | 3      | 5       | Семюел Шорт           | Австралія (AUS)       | 14:58.15 |         |
| 14    | 4      | 5       | Флоріан Веллброк      | Німеччина (GER)       | 15:01.88 |         |
| 15    | 3      | 2       | Денієл Джервіс        | Велика Британія (GBR) | 15:03.75 |         |
| 16    | 2      | 8       | Кшиштоф Хмелевський   | Польща (POL)          | 15:04.99 |         |
| 17    | 2      | 2       | Віктор Юханссон       | Швеція (SWE)          | 15:05.62 |         |
| 18    | 4      | 8       | Девід Джонстон        | США (USA)             | 15:10.64 |         |
| 19    | 1      | 5       | Дімітріос Маркос      | Греція (GRE)          | 15:11.19 |         |
| 20    | 2      | 6       | Генрік Крістіансен    | Норвегія (NOR)        | 15:14.11 |         |
| 21    | 1      | 4       | Нгуєн Хюї Хоанґ       | В'єтнам (VIE)         | 15:18.63 |         |
| 22    | 2      | 3       | Карлос Гарак          | Іспанія (ESP)         | 15:20.84 |         |
| 23    | 2      | 1       | Емір Батур Альбайрак  | Туреччина (TUR)       | 15:23.21 |         |
| 24    | 1      | 3       | Родольфо Фалькон мол  | Куба (CUB)            | 16:00.31 |         |
|       | 4      | 3       | Михайло Романчук      | Україна (UKR)         | DNS      |         |
|       | 2      | 5       | Марван Ель-Камаш      | Єгипет (EGY)          | DNS      |         |
|       | 2      | 7       | Влад Станку           | Румунія (ROU)         | DNS      |         |

### Фінал
| Місце | Доріжка | Плавець               | Країна          | Час      | Нотатки |
| ----- | ------- | --------------------- | --------------- | -------- | ------- |
| 1     | 7       | Роберт Фінк           | США (USA)       | 14:30.67 | WR      |
| 2     | 5       | Грегоріо Пальтріньєрі | Італія (ITA)    | 14:34.55 |         |
| 3     | 4       | Денієл Віффен         | Ірландія (IRL)  | 14:39.63 |         |
| 4     | 8       | Давід Бетлехем        | Угорщина (HUN)  | 14:40.91 |         |
| 5     | 2       | Кузей Тунчеллі        | Туреччина (TUR) | 14:41.22 | WJR     |
| 6     | 3       | Ахмед Жауаді          | Туніс (TUN)     | 14:43.35 |         |
| 7     | 6       | Давід Обрі            | Франція (FRA)   | 14:44.66 |         |
| 8     | 1       | Дам'єн Жолі           | Франція (FRA)   | 14:52.61 |         |